# جاي بريسكو
جاي بريسكو (بالإنجليزية: Jay Briscoe)‏ هو مصارع محترف أمريكي، ولد في 25 يناير 1984 في لوريل في الولايات المتحدة.

## روابط خارجية
- جاي بريسكو على موقع WrestlingData.com (الإنجليزية)
- جاي بريسكو على موقع CageMatch worker (الإنجليزية)
- جاي بريسكو على موقع قاعدة بيانات المصارعة على الإنترنت (الإنجليزية)
- جاي بريسكو على موقع عالم المصارعة على الإنترنت (الإنجليزية)
- جاي بريسكو على موقع عالم المصارعة على الإنترنت (الإنجليزية)